# Zwarte Toren (Rad des Tijds)
De Zwarte Toren is het hoofdkwartier van de Asha'man in de epische fantasyserie Het Rad des Tijds van de Amerikaanse schrijver Robert Jordan. De Toren wordt gebruikt door een organisatie van mannelijke geleiders onder leiding van de Herrezen Draak Rhand Altor en Mazrim Taim. Het ligt gelegen in een geconverteerde boerderij aan de grens met de stad Caemlyn in het zuiden van Andor.
De Zwarte Toren kreeg zijn naam van de Asha'man zelf, als contrast met de Witte Toren in Tar Valon, waar de vrouwelijke geleiders worden getraind. 
Nadat Rhand de controle over Andor had doorgegeven werd de Zwarte Toren regelmatig door soldaten van Elayne Trakand bezocht. 
De Zwarte Toren werd opgeroepen om onder andere in de Slag nabij Shadar Logoth te vechten en toen de Witte Toren vroeg om een alliantie, werden sommigen van hun geselecteerd om zich te binden met Aes Sedai.

## Rangen
- Soldaat - De laagste rang (Novice)
- Toegewijde - (Aanvaarden)
- Asha'man - De hoogste rang (Aes Sedai)